# Кубок України з гандболу серед жінок 2019—2020
Кубок України з гандболу 2019—2020 — гандбольний турнір за Кубок України серед жіночих команд української Суперліги. Проводився вп'яте після відновлення у 2016 році.. Турнір складається з трьох раундів та фіналу чотирьох. У першому раунді команди-суперниці проводять між собою один матч, у другому та третьому — два, по одному на полі кожного з суперників. Перед кожним з етапів проводиться жеребкування. «Фінал чотирьох» проводиться на одному майданчику протягом двох днів, півфінальні пари визначились 12 лютого 2020 р. шляхом жеребкування, яке проходило в офісі Федерації гандболу України. Переможці в своїх парах у другий день змагань проводять матч за Кубок України, а команди, що зазнали поразки — матч за третє місце. Володар Кубку України отримує право на участь в розіграші Кубка ЄГФ. Володарем Кубка стала львівська «Галичанка».

## 1-й раунд
11-12 січня 2020 р. 

«ТНЕУ-Енерго» (Тернопіль) — «Ніка» (Миколаїв) 

«СумДУ» (Суми) — ГК «Бровари» 

«Рівне-ДЮСШ № 3» — «Карпати»-СДЮШОР (Ужгород) 15:34 

«ДЮІ» (Кривий Ріг) — «Поділля-Університет» (Хмельницький) 

«КІВС-Політехніка-Львів» (Львів) — «Південна Пальміра» (Одеса)

## 2-й раунд
18-19 січня 2020 р. 

КІВС-Політехніка-Львів" (Львів) — «Карпати»-СДЮШОР (Ужгород) 34:29, 37:34

«ДЮІ» (Кривий Ріг) — Збірна команда Києва «Спартак» (Київ) 30:25, 28:28

СумДУ (Суми) — «ТНЕУ-Енерго» (Тернопіль)

## 3-й раунд
1/4 фіналу, 1, 7, 8, 9 лютого 2020 р.

«Галичанка» (Львів) — «Карпати» (Ужгород) 30:18, 32:29

«Дніпрянка» (Херсон) — «ДЮІ» (Кривий Ріг) 43:24, 39:26

«КІВС–Політехніка» (Львів) — РЕАЛ-МОШВСМ-НУК (Миколаїв) 21:22, 24:26

«ТНУ ДЮСШ-21» (Київ) — «ТНЕУ-Енерго» (Тернопіль) 17:35, 24:39

## Фінал чотирьох
В зв'язку з епідемією коронавірусної хвороби в Україні матчі «фіналу чотирьох» було перенесено.. Вони пройшли в Броварах в залі Броварського фахового спортивного коледжу 12-13 вересня 2020 року.
За результатами півфінальних матчів визначено найкращих гравчинь кожної з команд: Діана Дмитришин («Галичанка» Львів), Світлана Аксьонова (РЕАЛ-МОШВСМ-НУК Миколаїв), Софія Гуменюк («ТНЕУ-Енерго» Тернопіль), Аля Гончаренко («Дніпрянка» Херсон). У матчі за «бронзу» кращими гравчинями визначено Ірину Морозенко («Дніпрянка» Херсон) та Владислава Слободян (РЕАЛ-МОШВСМ-НУК Миколаїв), у фінальному матчі за Кубок України — Мар'яна Маркевич («Галичанка» Львів) та Валерія Величанська («ТНЕУ-Енерго» Тернопіль). Найкращою гравчиньою Кубку України 2019—2020 визначена Ольга Костецька-Сухецька («ТНЕУ-Енерго» Тернопіль).

#### Турнірна таблиця
|  | Півфінал |                 |          |  |  |                   |                   |                   |
|  |          | «Галичанка»     | 40       |  |  |                   |                   |                   |
|  |          | РЕАЛ-МОШВСМ-НУК | 25       |  |  | Фінал             | Фінал             | Фінал             |
|  |          |                 |          |  |  |                   | «Галичанка»       | 41                |
|  | Півфінал | Півфінал        | Півфінал |  |  | «ТНЕУ-Енерго»     | 25                |                   |
|  |          | «ТНЕУ-Енерго»   | 37       |  |  |                   |                   |                   |
|  |          | «Дніпрянка»     | 27       |  |  | Матч за 3-є місце | Матч за 3-є місце | Матч за 3-є місце |
|  |          |                 |          |  |  |                   | РЕАЛ-МОШВСМ-НУК   | 29                |
|  |          |                 |          |  |  |                   | «Дніпрянка»       | 22                |

#### Фінал
| 13 вересня 2020 |

| «Галичанка» (Львів) | 41 — 25 | «ТНЕУ-Енерго» (Тернопіль) |
| ------------------- | ------- | ------------------------- |
|                     | [ 7 ]   |                           |

| БСФК (Бровари) Арбітр: І. Ткачук, Т. Ракітіна |

| 1                |   | Марія Поляк           |   |
| 2                |   | Ольга Василяка        | 3 |
| 3                |   | Олеся Дяченко         | 1 |
| 4                |   | Наталія Шипляк        | 3 |
| 5                |   | Дарина Ляховенко      | 2 |
| 7                |   | Мар'яна Маркевич      | 1 |
| 10               |   | Юлія Головко          | 7 |
| 11               |   | Ірина Прокоп'як       | 1 |
| 13               |   | Олександра Фурманець  | 3 |
| 14               |   | Ангеліна Овчаренко    |   |
| 16               | в | Марія Гладун          |   |
| 18               |   | Христина Майкут       | 3 |
| 19               |   | Марина Коновалова     | 4 |
| 27               |   | Анастасія Мелекесцева | 4 |
| 33               |   | Діана Дмитришин       | 1 |
| 99               |   | Тетяна Поляк          | 1 |
| Головний тренер: |   |                       |   |
| Віталій Андронов |   |                       |   |

| 2                |  | Софія Даласюк        |   |
| 3                |  | Наталія Стасишин     | 1 |
| 4                |  | Дарина Співак        |   |
| 8                |  | Юлія Бойчук          | 6 |
| 9                |  | Людмила Дацюк        | 2 |
| 10               |  | Ольга Сухецька       | 7 |
| 11               |  | Зоряна Сігай         | 1 |
| 14               |  | Вікторія Доля        | 2 |
| 15               |  | Ірина Когут          |   |
| 16               |  | Софія Гуменюк        |   |
| 17               |  | Інесса Ямнюк         |   |
| 17               |  | Олена Барабаш        |   |
| 18               |  | Олександра Шиптицька | 2 |
| 22               |  | Валерія Величанська  | 4 |
|                  |  |                      |   |
|                  |  |                      |   |
| Головний тренер: |  |                      |   |
| Андрій Верцімага |  |                      |   |